# Distrikt Pariahuanca (Huancayo)
Der Distrikt Pariahuanca liegt in der Provinz Huancayo in der Region Junín in Zentral-Peru. Der Distrikt wurde am 15. Januar 1864 gegründet. Er besitzt eine Fläche von 581 km². Beim Zensus 2017 wurden 5527 Einwohner gezählt. Im Jahr 1993 lag die Einwohnerzahl bei 9148, im Jahr 2007 bei 7057. Sitz der Distriktverwaltung ist die 3622 m hoch gelegene Ortschaft Lampa mit 154 Einwohnern (Stand 2017). Lampa befindet sich 35 km ostnordöstlich der Provinz- und Regionshauptstadt Huancayo.

## Geographische Lage
Der Distrikt Pariahuanca befindet sich in der peruanischen Zentralkordillere im Nordosten der Provinz Huancayo. Das Areal wird über den Río Pariahuanca nach Südosten entwässert. Im äußersten Nordwesten liegt das teilweise vergletscherte Gebirgsmassiv Cordillera Huaytapallana mit dem 5557 m hohen Nevado Huaytapallana. Entlang der nordöstlichen Distriktgrenze verläuft ein weiterer Gebirgszug.
Der Distrikt Pariahuanca grenzt im Südwesten an den Distrikt Huancayo, im äußersten Westen an den Distrikt El Tambo, im Nordwesten an den Distrikt Comas (Provinz Concepción), im Norden an den Distrikt Andamarca (ebenfalls in der Provinz Concepción), im Nordosten an den Distrikt Santo Domingo de Acobamba sowie im Süden an die Distrikte Huachocolpa, Surcubamba, Salcahuasi und San Marcos de Rocchac (alle vier in der Provinz Tayacaja).

## Ortschaften
Neben dem Hauptort gibt es folgende größere Ortschaften im Distrikt:
- Aychana (275 Einwohner)
- Huachicna
- Huaychula (223 Einwohner)
- La Libertad de Occoro (394 Einwohner)
- Llacsapirca (277 Einwohner)
- Lucma (282 Einwohner)
- Panti - Pucacocha (258 Einwohner)
- Pariahuanca
- San Balvin (293 Einwohner)